# Mieczysław Hajnos
Mieczysław Kazimierz Hajnos – polski agronom, profesor nauk rolniczych, pracownik naukowy Instytutu Agrofizyki im. Bohdana Dobrzańskiego Polskiej Akademii Nauk.

## Życiorys
W 1971 r. otrzymał magisterium na Wydziale Matematyki, Fizyki i Chemii Uniwersytetu Marii Curie-Skłodowskiej w Lublinie, w 1978 r. obronił pracę doktorską pt. Zmiana struktury tworzywa glebowego pod wpływem flokulantów typu magnafloc, której promotorem był prof. Bohdan Dobrzański, w 1999 r. habilitował się za pracę pt.  Energia powierzchniowa i wielkości jej składowych, jako parametry określające zwilżalność i stan agregacyjny wybranych minerałów ilastych i gleb. W 2004 uzyskał tytuł profesora nauk rolniczych.
Był profesorem zwyczajnym w Instytucie Agrofizyki im. Bohdana Dobrzańskiego Polskiej Akademii Nauk i członkiem Komitetu Agrofizyki PAN.

## Odznaczenia
- Złoty Krzyż Zasługi (1993)[4]
- Krzyż Kawalerski Orderu Odrodzenia Polski (2003)[5]